# Tiberius II
Tiberius II Constantinus (tiếng Latinh: Flavius Tiberius Constantinus Augustus) (520 – 14 tháng 8, 582) là Hoàng đế Đông La Mã từ năm 574 đến 582.

## Sự nghiệp ban đầu và chinh chiến
Sinh ra ở xứ Thracia khoảng giữa thế kỷ thứ sáu, Tiberius đã được bổ nhiệm vào chức vụ Notarius từ sau năm 552 khi Thượng phụ Eutychius tiến cử ông với vị hoàng đế tương lai Justinus mà về sau cả hai trở thành đôi bạn thân thiết. Dưới sự bảo trợ của Justinus, Tiberius leo lên tới cấp bậc Comes excubitorum mà ông nắm giữ từ khoảng năm 565 cho đến 574. Đích thân Tiberius đã có mặt trong buổi lễ đăng quang của Justinus vào ngày 14 tháng 11 năm 565 và còn tham dự lễ nhậm chức Chấp chính quan của Hoàng đế vào ngày 1 tháng 1 năm 566.
Justinus đã ngừng các khoản cống nạp dành cho người Avar được thực hiện dưới thời người tiền nhiệm Justinianus. Năm 569, hoàng đế đã bổ nhiệm Tiberius giữ chức Magister utriusque militiae với chỉ dẫn nhằm để đối phó với người Avar và những yêu sách của họ. Sau một loạt các cuộc đàm phán, Tiberius đồng ý cho phép dân Avar được định cư trên lãnh thổ La Mã ở vùng Balkan để đổi lấy con tin nam từ các vị tù trưởng Avar khác nhau. Thế nhưng Justinus đã bác bỏ thỏa thuận này khăng khăn đòi lấy các con tin từ chính gia tộc của Khan Avar. Điều kiện này đã bị người Avar bác bỏ ngay lập tức, vì vậy Tiberius bèn điều động binh mã cho chiến tranh. Năm 570 ông đánh bại một đội quân người Avar ở Thracia và trở về Constantinopolis. Trong lúc cố gắng đeo đuổi chiến thắng này thì đột nhiên vào cuối năm 570 hoặc đầu năm 571 Tiberius đã bị đánh bại trong một trận chiến tiếp theo mà ông suýt nữa phải bỏ mạng khi quân đội Đông La Mã tháo chạy khỏi chiến trường. Đồng ý với thỏa thuận đình chiến, Tiberius đã phái một đội hộ tống đến chỗ phái đoàn Avar để thảo luận về các điều khoản của một hiệp ước với Justinus. Trên đường trở về, phái đoàn Avar đã bị bộ lạc địa phương tấn công và cướp bóc, khiến họ đành phải khẩn cầu sự giúp đỡ của Tiberius. Ông đã lần ra dấu vết của nhóm người chịu trách nhiệm vụ việc này và trả lại hàng hóa bị đánh cắp.
Năm 574, Justinus mắc chứng suy nhược trí não, buộc hoàng hậu Sophia phải cùng Tiberius gánh vác việc cai quản đế chế, lúc này đang bận chiến đấu với người Ba Tư ở phía đông và đối phó với cuộc khủng hoảng nội bộ của bệnh dịch hạch. Để đạt được một biện pháp dễ thở, Tiberius và Sophia chịu đồng ý thỏa thuận hưu chiến một năm với phía Ba Tư cùng số tiền lên đến 45.000 nomismata. Ngày 7 tháng 12 năm 574, Justinus trong một lúc đầu óc còn minh mẫn đã tuyên bố lập Tiberius làm Caesar và đem về nuôi như con ruột của mình. Mặc dù vị trí của Tiberius giờ đây đã công chính danh thuận, ông vẫn còn lệ thuộc vào Justinus. Sophia đã xác định việc duy trì quyền lực và giữ Tiberius trong vòng kiểm soát chặt chẽ cho đến khi Justinus qua đời vào năm 578.

## Bầu chọn làmCaesar(574–578)
Một ngày sau khi được bổ nhiệm làm Caesar, bệnh dịch hạch tạm yên, tạo cơ hội cho Tiberius tự do hành động nhiều hơn điều Justinus có thể đạt được. Tiberius cũng vạch lộ trình khác hẳn so với người tiền nhiệm của mình, và bắt đầu chi tiêu số tiền mà Justinus đã kiên trì tiết kiệm nhằm bảo vệ tuyến biên giới của đế quốc và giành chiến thắng trước đám dân chúng quay lại chống đối Justinus. Theo lời sử gia Paulus Diaconus, Tiberius đã tìm thấy hai báu vật: kho báu của Narses và 1.000 centenaria, đó là 100.000 pounds vàng hoặc 7.200.000 solidi (nomismata), dưới một phiến đá mỏng. Số kho báu này đã được đem đi cho người nghèo, dẫn đến sự kinh ngạc của Sophia. Bên cạnh những tặng phẩm hào phóng, ông cũng tiến hành giảm bớt doanh thu nhà nước bằng cách loại bỏ thuế đánh vào rượu vang và bánh mì được ban hành dưới thời tiên đế Justinianus I. Ông tiếp tục lệnh cấm chính thức về việc bán chức tước thống đốc vốn rất phổ biến vào thời ấy. Hoàng đế còn đàm phán một hòa ước với người Avar, trả cho họ số tiền 80.000 nomismata mỗi năm, mà người Avar chịu đồng ý bảo vệ tuyến biên giới sông Danube, do đó cho phép Tiberius chuyển quân qua phía đông nhằm dự tính nối lại cuộc xung đột sát phạt người Ba Tư.
Năm 575 Tiberius đã bắt đầu di chuyển các đạo quân của miền Thracia và Illyricum đến các tỉnh phía đông. Tranh thủ thời gian để làm công tác chuẩn bị cần thiết, ông đã đồng ý một thỏa thuận hưu chiến ba năm với người Ba Tư, phải trả 30.000 nomismata, mặc dù thỏa thuận này loại trừ hành động tại khu vực xung quanh Armenia. Không hài lòng với việc chuẩn bị, Tiberius cũng sử dụng thời gian này để gửi quân tiếp viện đến Ý dưới sự chỉ huy của Baduarius với mệnh lệnh ngăn chặn cuộc xâm lược của người Lombard. Ông đã cứu Roma thoát khỏi tay quân Lombard và giúp Đế chế liên minh với Childebert II, vua của người Frank, để đánh bại họ. Thật không may, Baduarius bị kẻ địch đánh đại và giết chết vào năm 576, khiến cho ngay cả lãnh thổ của đế quốc ở Ý cũng vuột mất vào tay quân thù.
Tiberius khó mà đáp trả lại được khi Hoàng đế nhà Sassanid xứ Ba Tư Khosrau I tấn công vào các tỉnh Armenia của đế chế vào năm 576, cướp phá hai thành phố Melitene và Sebastea. Chuyển hướng sự chú ý của mình về phía đông, Tiberius bèn gửi tướng Justinianus chỉ huy các đạo quân miền quân đông đánh đuổi người Ba Tư trở lại trên sông Euphrates. Quân Đông La Mã theo sau và bị đẩy sâu vào lãnh thổ Ba Tư, mà đỉnh cao là trong một cuộc đột kích vào Atropatene. Thế nhưng vào năm 577, Justinianus bị đánh bại ở Armenia thuộc Ba Tư buộc toàn quân Đông La Mã phải rút lui. Để đối phó với thất bại này, Tiberius đã thay thế Justinianus bằng vị hoàng đế tương lai Mauricius nổi tiếng có tài thao lược. Trong một hòa ước mà Tiberius ký kết với Khosrau, ông bận rộn tăng cường các đạo quân miền đông, không chỉ nhờ vào việc chuyển quân từ các đạo quân miền Tây của mình mà còn thông qua các tân binh man tộc, giúp ông lập nên một đơn vị Foederati mới, lên tới khoảng 15.000 quân vào cuối triều đại của mình.
Trong suốt năm 577 và vào năm 578, Tiberius né tránh tất cả các trở ngại khác có thể làm phân tâm bản thân khỏi những xung đột với người Ba Tư đang đến gần. Ông đã khuyên giải cả tín đồ Kitô giáo thuộc hai phái Chalcedonia và Monophysite tương đối thành công bằng cách dùng nhữg chiếu chỉ mang tính chiến lược và nới lỏng cuộc bách hại. Hoàng đế còn trả cho tù trưởng bộ lạc Lombard số tiền khoảng 200.000 nomismata trong một nỗ lực nhằm duy trì tình trạng chia rẽ và ngăn chặn cuộc bầu chọn của một vị vua. Khi người Slav xâm chiếm Illyricum, Tiberius đã chuyển quân của người Avar để tấn công họ và buộc đối phương phải rút lui. Do đó, khi Khosrau xâm lược Lưỡng Hà thuộc La Mã trong năm 578, tướng Mauricius đã có thể xâm chiếm vùng Arzanene thuộc Ba Tư và cả khu vực Lưỡng Hà, cướp bóc một số thị trấn trọng điểm và buộc người Ba Tư phải từ bỏ bước tiến công của họ và bảo vệ lãnh thổ của mình. Trong suốt thời gian này vị hoàng đế ốm yếu Justinus cuối cùng đã qua đời vào đầu tháng 10 năm 578.

## Thời kỳAugustus(578–582)

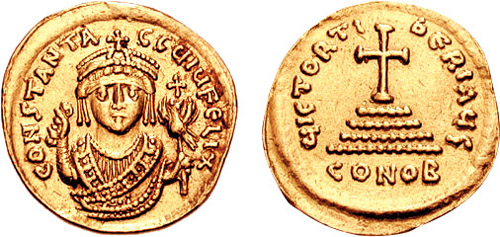
Đồng tiền xu Solidus của Tiberius II trong bộ đồng phục chấp chính quan.

Ngày 26 tháng 9 năm 578, Justinus với sức khỏe giảm sút mau chóng đã lập Tiberius làm Augustus. Ông bèn tận dụng cơ hội này để cho đi 7200 pound vàng, một thói quen mà ông vẫn tiếp tục hàng năm trong suốt bốn năm của triều đại mình. Sophia, góa phụ của Justinus, đã cố gắng để duy trì quyền lực và ảnh hưởng của mình bằng cách kết hôn với tân hoàng đế Tiberius, nhưng ông đã từ chối lời cầu hôn này của bà vì đã kết hôn với Ino. Khi Tiberius lần đầu tiên leo lên cấp bậc Caesar, Sophia đã từ chối lời đề nghị dành cho Ino và các con của cô được dời vào cung điện với chồng mình, buộc họ phải trú ở một nơi cư trú nhỏ gần đó và cấm họ vào cung. Tới khi Tiberius được nâng lên thứ hạng Augustus thì ông đã đem cả gia đình chuyển vào cung điện và đổi tên Ino thành Anastasia, khiến Sophia căm phẫn cực độ. Do đó, Sophia bèn tìm cách trả thù, và một hiệp ước bí mật đã được thực hiện giữa thái hậu và tướng Justinianus, người mà Tiberius đã thay thế một năm trước đó. Họ âm mưu lật đổ hoàng đế: nếu mưu đồ thành công, Justinianus sẽ trở thành vị Hoàng đế mới. Thế nhưng sự việc thất bại và Sophia đã phải cầu xin sự dung thứ một cách khiêm tốn; Tiberius đành lòng miễn xá cho Justinianus.
Những thành công liên tục chống lại người Ba Tư ở phía đông một lần nữa cho phép Tiberius chuyển hướng sự chú ý chằm chằm về phía tây. Năm 579 hoàng đế lại mở rộng các hoạt động quân sự nhắm vào những tàn tích của Đế quốc Tây La Mã – ông chi tiền và gửi quân đến Ý để củng cố Ravenna và chiếm lại cảng Classis. Tiberius đã lập liên minh với một trong các hoàng tử Visigoth ở Tây Ban Nha bị xúi giục nổi loạn, và tướng lĩnh của ông đã đánh bại người Berber ở Bắc Phi. Ông còn can thiệp vào công việc nội của người Frank ở tỉnh cũ xứ Gaul, mà phần lớn không bị bó buộc vào sự tiếp xúc của triều đình trong gần một thế kỷ. Do vậy, ông có thể là nền móng cho vị hoàng đế hư cấu Tiberius Lucius trong huyền thoại về Vua Arthur, người đã gửi sứ giả đến các tỉnh cũ của La Mã sau một thời gian dài thiếu sự hiện diện của triều đình. Tuy nhiên, trên thực tế là đế quốc đã được mở rộng quá mức nghiêm trọng. Cũng trong năm đó, do Tiberius đang kéo quân chiếm đóng ở nơi khác, người Avar quyết định tận dụng lợi thế phía Đông La Mã thiếu quân trú đóng tại khu vực Balkan bởi đang bận vây hãm Sirmium. Đồng thời, người Slav bắt đầu di chuyển vào các tỉnh Thracia, Makedonia và Hy Lạp, mà Tiberius đã không thể ngăn nổi khi người Ba Tư từ chối đồng ý một nền hòa bình ở phía đông, vốn vẫn là ưu tiên chính của Hoàng đế. Trên hết, quân đội miền Đông đã bắt đầu trở nên bồn chồn vì họ chưa được trả tiền lương, đến nỗi họ đe dọa sẽ dấy loạn khắp nơi.
Năm 580, tướng Mauricius đã phát động một cuộc tấn công mới, đánh phá vượt ra ngoài sông Tigris. Năm sau (581), ông lại xâm lược Armenia thuộc Ba Tư và suýt nữa đạt tới thành công khi sắp sửa tiến tới gần thủ đô Ba Tư tại Ctesiphon trước khi quân Ba Tư phản công lại bằng cuộc xâm lược vùng Lưỡng Hà thuộc Đông La Mã buộc ông phải rút quân về để đối phó với mối đe dọa này. Đến năm 582, vì chẳng có kết thúc rõ ràng đối với cuộc chiến tranh Ba Tư trong tầm nhìn, Tiberius đã buộc phải đi đến thỏa thuận với người Avar mà ông chịu đồng ý trả một khoản bồi thường và bàn giao thành phố quan trọng Sirmium, mà về sau bị người Avar phá hủy. Thật không may, quá trình di cư của người Slav vẫn được tiếp tục, sự xâm nhập của họ lan ra tới tận phía nam thành Athena. Mặc dù một cuộc xâm lược mới của người Ba Tư bị dừng lại với tổn thất nghiêm trọng tại Constantina vào tháng 6 năm 582, cũng chính trong giai đoạn này Tiberius đột ngột qua đời, dường như hoàng đế đã ăn phải một số loại thực phẩm được chuẩn bị kém, hoặc có thể do một ai đó cố tình đầu độc nhằm độc chiếm ngai vàng.
Trước tình cảnh này, Tiberius lúc đầu đã có chỉ định hai người thừa kế, mỗi người kết hôn với một trong số cô con gái của ông – Mauricius đã hứa gả cho Constantina, trong khi Germanus, vốn có quan hệ máu mủ với hoàng đế Justinianus I, đã kết hôn với Charito. Điều đó chứng tỏ rằng kế hoạch của ông nhằm mục đích phân chia đế chế ra thành hai phần, Mauricius tiếp nhận các tỉnh phía Đông và Germanus cai quản các tỉnh phía Tây. Kế hoạch này chẳng bao giờ được thực hiện, vì vào ngày 13 tháng 8 năm 582, hoàng đế đã cất nhắc Mauricius lên đến cấp bậc Augustus. Mọi việc sắp xếp xong đâu đó thì Tiberius qua đời vào ngày 14 tháng 8 năm 582, và trước giây phút lâm chung ông đã kịp nói những lời cuối cùng với người kế nhiệm của mình:
Nay ta giao quyền tối thượng cho ngươi cùng với cô gái này. Hãy vui sướng trong việc sử dụng nó, luôn luôn lưu tâm đến tình yêu công bằng và công lý.

## Tính cách và di sản
Vốn là người bản địa nói được một phần tiếng Latinh của xứ Thracia, Tiberius dù sao vẫn được Edward Gibbon phân biệt như là người đầu tiên trong số các "Caesar [nói tiếng] Hy Lạp", trích lời nhà văn Ả Rập Kitô giáo thế kỷ 13 Bar Hebraeus. Tiberius theo như mô tả thì cao ráo và đẹp trai và sở hữu tướng mạo vương giả. Ông là người hiền lành và nhân từ với tư cách là một người đàn ông và người cai trị nổi tiếng vì tấm lòng khoan dung. Không giống như người tiền nhiệm, hoàng đế chủ yếu kiềm chế sự khủng bố thần dân phái Nhất tính thuyết (Monophysite), dù cho những thần dân lạc giáo Arius ở phía tây cũng chẳng khá hơn chút nào. Theo Edward Gibbon đánh giá về mặt trị quốc thì Tiberius II thực sự là một bậc minh quân, dù ý kiến này không được sự đồng tình của John Bagnall Bury. Hoàng đế cũng đã dành một lượng tiền đổ vào các dự án xây dựng, đặc biệt là việc tiếp tục mở rộng Đại Cung điện Constantinopolis.

## Gia đình
Lúc ban đầu được hứa hôn con gái của Ino hồi còn trẻ, Tiberius mãi sau mới kết hôn với Ino sau khi con gái và chồng của bà qua đời. Bà lấy tên là Anastasia vào năm 578 sau khi chồng mình lên ngôi. Họ có ba người con với nhau, một trong số đó đã chết trước khi Tiberius được lập làm Caesar vào năm 574. Còn về hai người kia đều là con gái, Constantina đã kết hôn với người kế nhiệm của Tiberius là Mauricius, trong khi Charito kết hôn với Germanus. Vợ và hai cô con gái của hoàng đế đều sống lâu hơn ông.